# Return of the Spider Monkeys
Return of the Spider Monkeys is een natuurfilm van Michael Sanderson en Ana Luisa Santos, geproduceerd door Ateles Films verteld door actrice Hayley Atwell. De film werd uitgezonden in 2016 op National Geographic Wild wereldwijd, in Frankrijk en Duitsland op ARTE en in Spanje op RTVE. Op 24 april 2017 verscheen regisseur Michael Sanderson op RTL Late Night gepresenteerd door Humberto Tan om over de film te spreken.
De film volgt de avonturen van de slingeraap Infinity die na zeven jaar terugkeerde in het wild. Dit is de allereerste diepgaande film over het wilde leven van de slingerapen. Filmmaker Michael Sanderson kreeg ongekende toegang tot gerehabiliteerde slingerapen om hun intieme worstelingen en acrobatiek in de jungle te volgen.

## Synopsis
Een slingeraap genaamd Infinity werd als baby uit de jungle van Guatemala gestolen. Na een revalidatie van 8 jaar is ze klaar om terug te keren naar het wild. Maar ze is niet de enige. Ze sluit zich aan bij een geïmproviseerde groep verweesde apen en haar pasgeboren baby.